# Зелений мис (городище)
Зелений мис — городище площею до 1,5 га, розташоване в 6,5 км на захід від мису Зюк на Керченському півострові півострові в Криму. «Цитадель» поселення знаходиться на важкодоступному прибережному пагорбі, проте її стіни не збереглися. Південніше цитаделі від долини розташовувалася нижня частина поселення, від якої цитадель була відділена яром, імовірно спеціально поглиблений, з крутими схилами. Вхід на мис був доступний лише по вузькій, кам'янистій стежці над береговим обривом. Про те, якою була фортифікація зовнішньої частини цього, а також інших прибережних «складних» городищ, дозволяють частково судити розкопки сусіднього пам'ятника — поселення Полянка.
Городище виявлено у 1977 році, розкопки проводилися у 1985—1986, 1996—2000 та 2002 роках на самому мисі (на площі понад 1000 м²) і на так званому передградді (бл. 450 м²). Потужність культурного шару в першому випадку становить 0,4-1,8 м, у другому — близько 0,5-0,8 м. Планування будівель, відкритих на цих ділянках, істотно відрізняється. Не збігається і їх датування: на мисі це тісна терасна забудова, що належить до III-VI ст. н. е., на плато — вільніша, що нагадує невелику прямокутну садибу з центральним двором III—IV ст. н. е. Будівлі могли бути житловими, але могли мати і сакральне призначення. Крім масового матеріалу, знахідок небагато, зокрема дві золоті візантійські монети, мармурова головка, клейма на червонолакових судинах, боспорські монети. Число знайдених діпінті мінімально, а графіті немає зовсім.
Розкопки експедиції інституту археології РАН, керівник А. А. Масленников. Датування — I ст до н. е. — VI ст. н. е.